# Tartane (Martinique)
 (avril 2019).
Si vous disposez d'ouvrages ou d'articles de référence ou si vous connaissez des sites web de qualité traitant du thème abordé ici, merci de compléter l'article en donnant les références utiles à sa vérifiabilité et en les liant à la section « Notes et références ».
Pour les articles homonymes, voir Tartane.

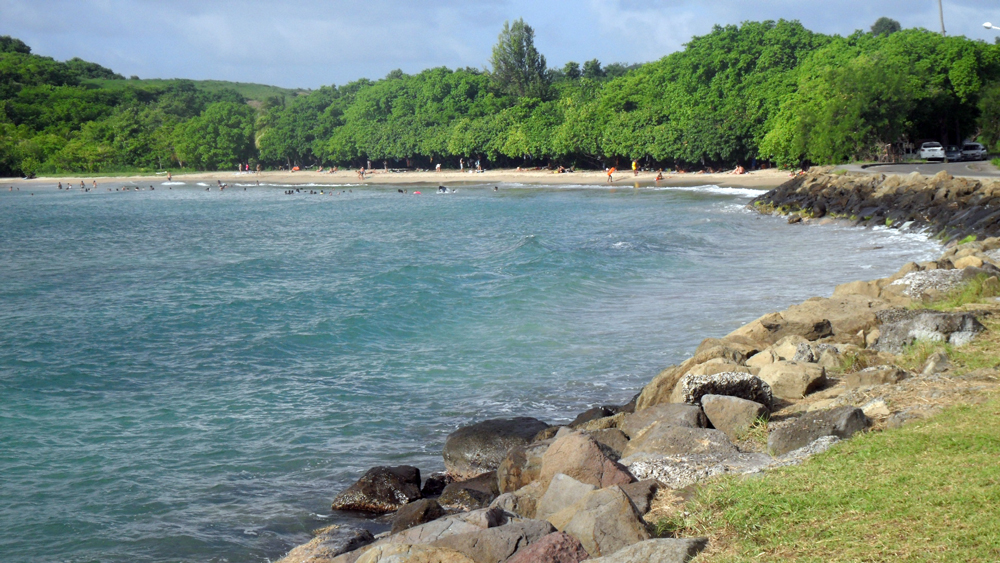
La Brêche, plage de Tartane

Tartane est un village de Martinique situé sur la presqu'île de la Caravelle, sur la commune de La Trinité. Sa population est d'un peu plus de 3 000 habitants.
C'est un petit village de pêcheurs où il est possible d'acheter du poisson frais chaque jour. Le village dispose de plusieurs plages familiales : plage de la brèche et plage du bourg pour la tranquillité au bord de l'eau, Anse l'Etang et Anse Bonneville pour le surf, etc. Tartane est aussi un spot de surf important.
Le rhum Hardy est un fleuron du village. La localité abrite également l'ancien château Dubuc.
| Tartane |

## Monuments et curiosités
- Château Dubuc
- Réserve naturelle de la Caravelle
- Baie du Trésor
- Église paroissiale
- Phare de la Caravelle

## Plages
- Plage du bourg
- Plage de la Brêche
- Anse l'Étang
- Anse Bonneville ou plage des surfeurs (également appelée Anse Dufour suivant l'ONF)
- Anse Spoutourne

## Sports et loisirs
Club sportif :
- Le Réal de Tartane, club de football

Équipement sportif : 
- Le stade de Tartane

Autres :
- Randonnée : sentier balisé, Tour de la Caravelle, le Phare et la Mangrove.
- École de surf Surf-up à l'Anse Bonneville
- École de surf Manoa Surf School